# Golden Hind

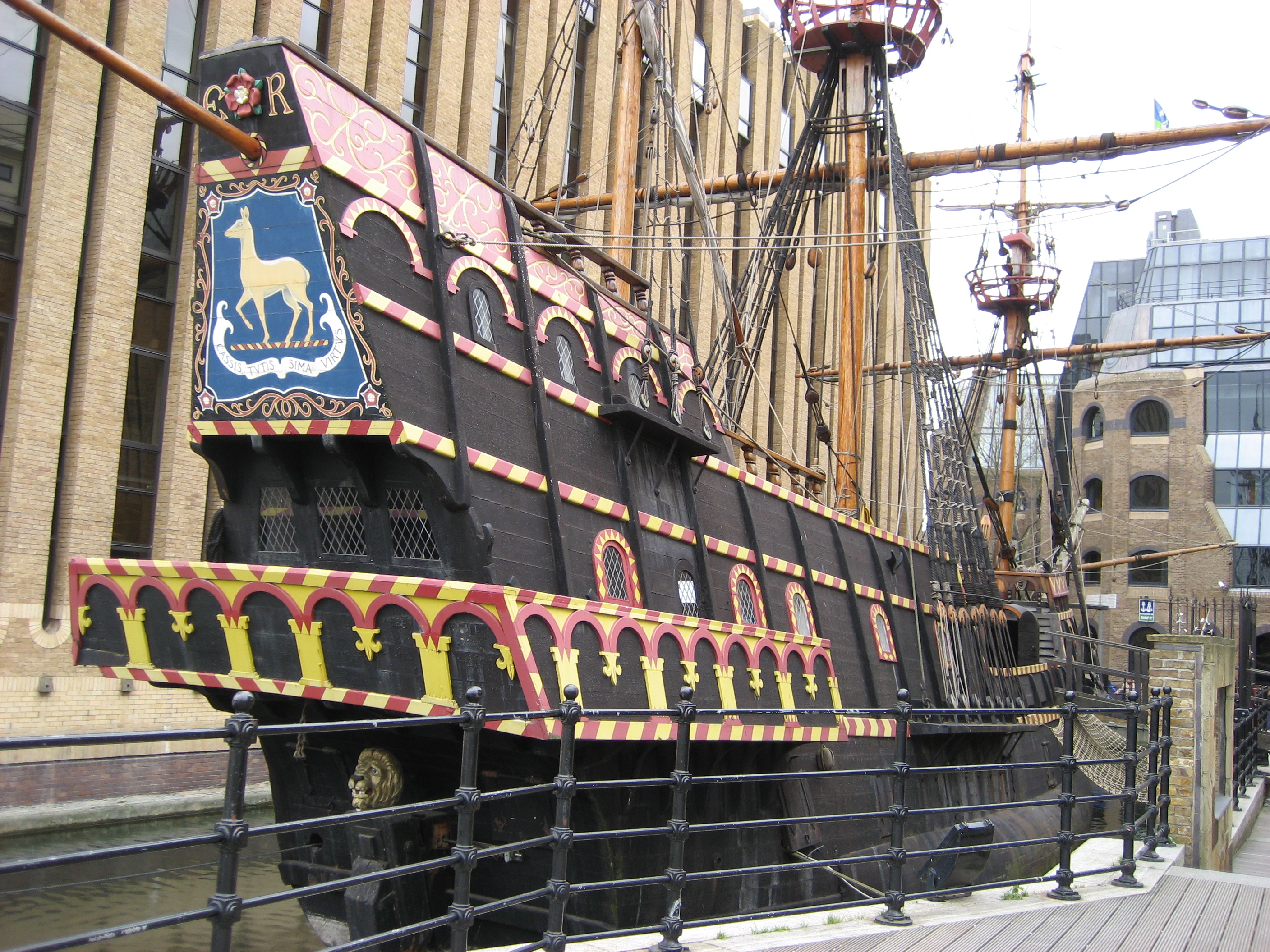
Golden Hind

A Golden Hind vagy Golden Hinde egy angol galleon volt, mely leginkább arról ismert, hogy 1578 és 1580 között ezzel a hajóval kerülte meg a Földet Francis Drake.
A vállalkozás fő célja a spanyolok megtámadása volt, ahol azt a legkevésbé várták, Amerika csendes-óceáni partvidékén, továbbá a Kínába vezető út megtalálása. Az öt hajó – a Pelican, az Elisabeth, a Marigold, a Swan és a Benedict – közül, amelyek Angliából elindultak, csak egy, a Pelican jutott el a Csendes-óceánra. De aztán, hogy a spanyolok meglepetése még nagyobb legyen, átfestették, és a nevét Golden Hindra változtatták.